# Laura Granville
Laura Granville (née le 12 mai 1981 à Chicago) est une joueuse de tennis américaine, professionnelle de 2001 à 2010.

## Palmarès

### Titre en simple dames
Aucun

### Finale en simple dames
| No | Date       | Nom et lieu du tournoi              | Catégorie | Dotation  | Surface    | Vainqueure       | Score         |          |
| -- | ---------- | ----------------------------------- | --------- | --------- | ---------- | ---------------- | ------------- | -------- |
| 1  | 09-08-2004 | Odlum Brown Women’s Open, Vancouver | Tier V    | 110 000 $ | Dur (ext.) | Nicole Vaidišová | 2-6, 6-4, 6-2 | Parcours |

### Titres en double dames
| No | Date       | Nom et lieu du tournoi             | Catégorie | Dotation  | Surface         | Partenaire       | Finalistes                         | Score         |          |
| -- | ---------- | ---------------------------------- | --------- | --------- | --------------- | ---------------- | ---------------------------------- | ------------- | -------- |
| 1  | 18-07-2005 | Western & Southern Open Cincinnati | Tier III  | 170 000 $ | Dur (ext.)      | Abigail Spears   | Květa Peschke María Emilia Salerni | 3-6, 6-2, 6-4 | Parcours |
| 2  | 30-10-2006 | Challenge Bell Québec              | Tier III  | 175 000 $ | Moquette (int.) | Carly Gullickson | Jill Craybas Alina Jidkova         | 6-3, 6-4      | Parcours |

### Finales en double dames
| No | Date       | Nom et lieu du tournoi                  | Catégorie | Dotation  | Surface      | Vainqueures                    | Partenaire      | Score     |          |
| -- | ---------- | --------------------------------------- | --------- | --------- | ------------ | ------------------------------ | --------------- | --------- | -------- |
| 1  | 19-05-2003 | Internationaux de Strasbourg Strasbourg | Tier III  | 170 000 $ | Terre (ext.) | Sonya Jeyaseelan Maja Matevžič | Jelena Kostanić | 6-4, 6-4  | Parcours |
| 2  | 14-02-2005 | M. Keegan & Cellular South Cup Memphis  | Tier III  | 170 000 $ | Dur (int.)   | Miho Saeki Yuka Yoshida        | Abigail Spears  | 6-3, 6-4  | Parcours |
| 3  | 04-01-2010 | ASB Classic Auckland                    | Intern'l  | 220 000 $ | Dur (ext.)   | Cara Black Liezel Huber        | Natalie Grandin | 7-64, 6-2 | Parcours |

## Parcours en Grand Chelem

### En simple dames
| Année | Open d'Australie | Open d'Australie  | Internationaux de France | Internationaux de France | Wimbledon       | Wimbledon          | US Open         | US Open            |
| ----- | ---------------- | ----------------- | ------------------------ | ------------------------ | --------------- | ------------------ | --------------- | ------------------ |
| 1998  | -                | -                 | -                        | -                        | -               | -                  | 2e tour (1/32)  | Kimberly Po        |
| 1999  | -                | -                 | -                        | -                        | -               | -                  | 1er tour (1/64) | Fabiola Zuluaga    |
| 2001  | -                | -                 | -                        | -                        | -               | -                  | 1er tour (1/64) | Martina Hingis     |
| 2002  | -                | -                 | -                        | -                        | 4e tour (1/8)   | Amélie Mauresmo    | 1er tour (1/64) | Katarina Srebotnik |
| 2003  | 1er tour (1/64)  | Alina Jidkova     | 3e tour (1/16)           | Chanda Rubin             | 3e tour (1/16)  | Serena Williams    | 2e tour (1/32)  | Kim Clijsters      |
| 2004  | 3e tour (1/16)   | Lindsay Davenport | 1er tour (1/64)          | Gala León García         | 1er tour (1/64) | Karolina Šprem     | 1er tour (1/64) | Maria Sharapova    |
| 2005  | 1er tour (1/64)  | Li Na             | -                        | -                        | 2e tour (1/32)  | Eléni Daniilídou   | 3e tour (1/16)  | Nadia Petrova      |
| 2006  | 3e tour (1/16)   | Virginia Ruano    | 1er tour (1/64)          | Svetlana Kuznetsova      | 2e tour (1/32)  | Flavia Pennetta    | 1er tour (1/64) | Elena Dementieva   |
| 2007  | 2e tour (1/32)   | Anna Chakvetadze  | 1er tour (1/64)          | Amélie Mauresmo          | 4e tour (1/8)   | Michaëlla Krajicek | 2e tour (1/32)  | Sania Mirza        |
| 2008  | 1er tour (1/64)  | Yvonne Meusburger | -                        | -                        | -               | -                  | -               | -                  |
| 2009  | -                | -                 | -                        | -                        | -               | -                  | 1er tour (1/64) | Aleksandra Wozniak |

À droite du résultat, l’ultime adversaire.

### En double dames
| Année | Open d'Australie              | Open d'Australie          | Internationaux de France      | Internationaux de France    | Wimbledon                    | Wimbledon                  | US Open                       | US Open                   |
| ----- | ----------------------------- | ------------------------- | ----------------------------- | --------------------------- | ---------------------------- | -------------------------- | ----------------------------- | ------------------------- |
| 2001  | -                             | -                         | -                             | -                           | -                            | -                          | 1er tour (1/32) A. Cargill    | Justine Henin Shaughnessy |
| 2002  | -                             | -                         | -                             | -                           | -                            | -                          | 2e tour (1/16) J. Hopkins     | M. Hingis A. Kournikova   |
| 2003  | -                             | -                         | 1er tour (1/32) A. Stevenson  | Iva Majoli Tulyaganova      | 3e tour (1/8) A. Stevenson   | Kim Clijsters Ai Sugiyama  | 2e tour (1/16) A. Stevenson   | Els Callens Meilen Tu     |
| 2004  | 2e tour (1/16) B. Mattek      | J. Husárová Dinara Safina | 1er tour (1/32) Åsa Svensson  | Rita Grande T. Tanasugarn   | 1er tour (1/32) Cho Yoon     | S. Kuznetsova Likhovtseva  | 3e tour (1/8) İpek Şenoğlu    | V. Ruano Paola Suárez     |
| 2005  | 1er tour (1/32) Teryn Ashley  | Navrátilová M. Paštiková  | 1er tour (1/32) Marissa Irvin | Anabel Medina Dinara Safina | 2e tour (1/16) Janet Lee     | S. Kuznetsova A. Mauresmo  | 1er tour (1/32) C. Gullickson | Jill Craybas Meilen Tu    |
| 2006  | 1er tour (1/32) A. Spears     | E. Dementieva F. Pennetta | 1er tour (1/32) Shenay Perry  | Emma Laine V. Uhlířová      | 1er tour (1/32) Shenay Perry | L. Domínguez M. A. Sánchez | 2e tour (1/16) C. Gullickson  | Maret Ani Meilen Tu       |
| 2007  | 1er tour (1/32) C. Gullickson | M. Camerin Gisela Dulko   | 2e tour (1/16) N. Grandin     | Květa Peschke Rennae Stubbs | 3e tour (1/8) Jill Craybas   | Cara Black Liezel Huber    | 1er tour (1/32) Jill Craybas  | Cara Black Liezel Huber   |
| 2008  | 2e tour (1/16) V. Uhlířová    | Chan Yung-Jan Chuang C.J. | -                             | -                           | -                            | -                          | -                             | -                         |
| 2009  | -                             | -                         | -                             | -                           | -                            | -                          | 1er tour (1/32) V. Uhlířová   | Julie Coin M. Pelletier   |

Sous le résultat, la partenaire ; à droite, l’ultime équipe adverse.

### En double mixte
| Année | Open d'Australie | Open d'Australie | Internationaux de France | Internationaux de France | Wimbledon | Wimbledon | US Open                      | US Open                     |
| ----- | ---------------- | ---------------- | ------------------------ | ------------------------ | --------- | --------- | ---------------------------- | --------------------------- |
| 2004  | -                | -                | -                        | -                        | -         | -         | 1er tour (1/16) Scott Lipsky | Rennae Stubbs Daniel Nestor |
| 2005  | -                | -                | -                        | -                        | -         | -         | 1er tour (1/16) Rick Leach   | Anabel Medina Gastón Etlis  |

Sous le résultat, le partenaire ; à droite, l’ultime équipe adverse.

## Parcours en «Premier Mandatory» et «Premier 5»
Découlant d'une réforme du circuit WTA inaugurée en 2009, les tournois WTA « Premier Mandatory » et « Premier 5 » constituent les catégories d'épreuves les plus prestigieuses, après les quatre levées du Grand Chelem.

### En double dames
| Année | Premier Mandatory | Premier Mandatory | Premier Mandatory | Premier Mandatory | Premier Mandatory | Premier Mandatory | Premier Mandatory | Premier Mandatory | Premier 5 | Premier 5 | Premier 5 | Premier 5 | Premier 5 | Premier 5 | Premier 5 | Premier 5                  | Premier 5              | Premier 5  | Premier 5 | Premier 5 | Premier 5 | Premier 5 |
| Année | Indian Wells      | Indian Wells      | Miami             | Miami             | Madrid            | Madrid            | Pékin             | Pékin             | Dubaï     | Dubaï     | Doha      | Doha      | Rome      | Rome      | Canada    | Canada                     | Cincinnati             | Cincinnati | Tokyo     | Tokyo     | Wuhan     | Wuhan     |
| ----- | ----------------- | ----------------- | ----------------- | ----------------- | ----------------- | ----------------- | ----------------- | ----------------- | --------- | --------- | --------- | --------- | --------- | --------- | --------- | -------------------------- | ---------------------- | ---------- | --------- | --------- | --------- | --------- |
| 2009  |                   |                   |                   |                   |                   |                   |                   |                   |           |           |           |           |           |           |           |                            |                        |            |           |           |           |           |
| —     | —                 | —                 | —                 | —                 | —                 | —                 | —                 | —                 | —         |           |           | —         | —         | —         | —         | 1er tour (1/16) Gullickson | Amanmuradova Niculescu | —          | —         |           |           |           |

N.B. : le nom de la partenaire se trouve sous le résultat ; le nom des ultimes adversaires se trouve à droite.

## Classements WTA en fin de saison

### En simple
| Année | 1999 | 2000 | 2001 | 2002 | 2003 | 2004 | 2005 | 2006 | 2007 | 2008 | 2009 | 2010 |
| Rang  | 858  | -    | 227  | 47   | 46   | 76   | 61   | 70   | 65   | 374  | 304  | 426  |

Source : (en) « Classements de Laura Granville », sur le site officiel du WTA Tour

### En double
| Année | 1999 | 2000 | 2001 | 2002 | 2003 | 2004 | 2005 | 2006 | 2007 | 2008 | 2009 | 2010 |
| Rang  | 618  | -    | 618  | 175  | 88   | 64   | 66   | 108  | 66   | 179  | 244  | 136  |

Source : (en) « Classements de Laura Granville », sur le site officiel du WTA Tour